# François Scheffer
Pour les articles homonymes, voir Scheffer.
François Scheffer, né le 1er juillet 1766 à Luxembourg et décédé le 9 septembre 1844 au même endroit est un juge et un homme politique luxembourgeois.